# 仙庾镇
仙庾镇，是中华人民共和国湖南省株洲市荷塘区下辖的一个乡镇级行政单位。

## 行政区划
仙庾镇下辖以下地区：
永福社区、樟桥村、霞山村、三八村、东山村、黄塘村、双泉村、柏冲村、徐家塘村、夏家段村、蝶屏村、仙庾村、香草塘村、青草冲村、董家冲村、黄陂田村、东元冲村和帅家段村。